# Winchendon (condado de Worcester, Massachusetts)
Winchendon é um lugar designado pelo censo localizado no condado de Worcester no estado estadounidense de Massachusetts. No Censo de 2010 tinha uma população de 4.213 habitantes e uma densidade populacional de 667,21 pessoas por km².

## Geografia
Winchendon encontra-se localizado nas coordenadas 42° 40′ 49″ N, 72° 02′ 40″ O. Segundo a Departamento do Censo dos Estados Unidos, Winchendon tem uma superfície total de 6.31 km², da qual 5.87 km² correspondem a terra firme e (7.1%) 0.45 km² é água.

## Demografia
Segundo o censo de 2010, tinha 4.213 pessoas residindo em Winchendon. A densidade populacional era de 667,21 hab./km². Dos 4.213 habitantes, Winchendon estava composto pelo 91.15% brancos, o 1.97% eram afroamericanos, o 0.19% eram amerindios, o 3.2% eram asiáticos, o 0% eram insulares do Pacífico, o 1.35% eram de outras raças e o 2.14% pertenciam a duas ou mais raças. Do total da população o 4.77% eram hispanos ou latinos de qualquer raça.